# Victory Road (2023)
Victory Road (2023) – gala wrestlingu organizowana przez amerykańską federację Impact Wrestling, która była transmitowana za pomocą platform Impact Plus i YouTube (dla subskrybentów IMPACT Ultimate Insiders). Odbyła się 8 września 2023 w Westchester County Center w White Plains w stanie Nowy Jork. Była to siedemnasta gala z cyklu Victory Road, a zarazem szósta gala Impact Plus Monthly Specials w 2023 roku.
Na gali odbyło się dwanaście walk, w tym dwie w pre-show i jedna nagrana jako digital exclusive. W walce wieczoru, Josh Alexander pokonał Steve’a Maclina. W innych ważnych walkach, Trinity pokonała Alishę Edwards broniąc Impact Knockouts World Championship oraz The Rascalz (Trey Miguel i Zachary Wentz) pokonali The Motor City Machine Guns (Alexa Shelleya i Chrisa Sabina) broniąc Impact World Tag Team Championship. Również podczas tej gali ogłoszono, że Mike Tenay i zmarły Don West zostaną wprowadzeni do Impact Hall of Fame na Bound for Glory.

## Tło
Victory Road jest cykliczną galą wrestlingu organizowaną przez federację Impact Wrestling w ramach comiesięcznych gal Impact Plus Monthly Specials. 26 maja 2023, organizacja zapowiedziała, że siedemnasta edycja gali będzie miała miejsce w Westchester County Center w White Plains w stanie Nowy Jork 8 września 2023.

## Rwalizacje
Victory Road oferowało walki wrestlingu z udziałem różnych zawodników na podstawie przygotowanych wcześniej scenariuszy i rywalizacji, które są realizowane podczas cotygodniowych odcinków programu Impact!. Wrestlerzy odgrywają role pozytywnych (face) lub negatywnych bohaterów (heel), którzy rywalizują pomiędzy sobą w seriach walk mających budować napięcie.

### Deonna Purrazzo vs. Jordynne Grace
Na Emergence ogłoszono, że Jordynne Grace powróci do Impact Wrestling na Victory Road po przerwie w wrestlingu w maju. Cztery dni później, na kolejnym odcinku Impact!, stara rywalka Grace, Deonna Purrazzo, wściekła, że ogłoszenie powrotu Grace nadeszło po tym, jak przegrała walkę o mistrzostwo świata Impact Knockouts z Trinity, wyzwała Grace na walkę na Victory Road.

### Pojedynek o Impact Knockouts World Championship
31 sierpnia na odcinku Impact!, Alisha Edwards wygrała 10-osobowy Knockouts Battle Royal o prawo do walki z Trinity o mistrzostwo świata Impact Knockouts na Victory Road.

### Pojedynek o Impact X Division Championship
Na Slammiversary, Kushida wygrał Ultimate X match, aby zdobyć walkę o mistrzostwo Impact X Division w wybranym przez siebie czasie i miejscu. Ponad miesiąc później, 31 sierpnia na odcinku Impact!, Kushida skonfrontował się z mistrzem Lio Rushem i oświadczył, że wykorzysta swoją szansę na tytuł na Victory Road.

### Pojedynek o Impact World Tag Team Championship
31 sierpnia na odcinku Impact!, Chris Sabin pokonał Zachary’ego Wentza w singles matchu, co zapewniło The Motor City Machine Guns (Sabinowi i mistrzowi świata Impact Alexowi Shelleyowi) walkę o mistrzostwo świata Impact Tag Team przeciwko The Rascalz (Wentz i Trey Miguel) na Victory Road.

### Pojedynek o Impact Digital Media Championship
Na Emergence, Kenny King obronił tytuł mistrzostwo Impact Digital Media przeciwko Johnny’emu Swingerowi. Po walce King i jego protegowany Sheldon Jean nadal atakowali Swingera, zanim zostali zatrzymani przez sędziów, ochroniarzy i Tommy’ego Dreamera. Jednak King następnie również zaatakował Dreamera, a Kean powstrzymywał sędziów i ochronę. Na kolejnym odcinku Impact!, Dreamer przerwał promo Kinga i Jeana, mówiąc im, jak wiele znaczyła walka na Emergence dla Swingera, który dowiedział się, że jego teść zmarł w weekend. Następnie Dreamer skrytykował Kinga i Jeana za ich zachowanie po Emergence, którzy opuścili program przed walką wieczoru. Kinga to nie obchodziło, wytykał Dreamerowi, że jest weteranem próbującym odwrócić uwagę od młodszych wrestlerów takich jak on. Dreamer zastanawiał się, jak miniony rok był prawdopodobnie najgorszym w jego życiu, od zdiagnozowania raka skóry po śmierć jego matki i mentora Terry’ego Funka. Następnie rzucił wyzwanie Kingowi, aby odwrócił od niego uwagę, oferując karierę w walce o mistrzostwo mediów cyfrowych na Victory Road.

### Josh Alexander vs. Steve Maclin
Na Rebellion, ówczesny mistrz świata w Impact Josh Alexander miał bronić tytułu przeciwko Steve’owi Maclinowi, ale Alexander zwakował tytuł i został wycofany z gali z powodu naderwania tricepsa. Maclin pokonał Kushidę i zdobył zwakowany tytuł, ale czuł niedosyt, ponieważ chciał o to pokonać Aleksandra w swoim rodzinnym mieście Toronto. Kilka miesięcy później na Emergence, gdy Alexander brał udział w ośmioosobowym pojedynku tag team, Maclin, który sam wcześniej doznał kontuzji pachwiny, wrócił i odwrócił uwagę Aleksandra, celując w jego chirurgicznie naprawiony triceps. 31 sierpnia na odcinku Impact!, Impact ogłosił, że Alexander i Maclin w końcu stoczą walkę jeden na jednego na Victory Road.

### Bully Ray vs. PCO
6 lipca na odcinku Impact!, Bully Ray i Steve Maclin zaatakowali PCO, pobijając go za kulisami, wlewając mu do ust kwas akumulatorowy i na koniec podpalając go. PCO nie było przez większą część miesiąca, by ostatecznie powrócić 10 sierpnia, aby skonfrontować się z Rayem podczas jego walki i wygonić go z areny. Przez następne kilka tygodni, Ray był nieustannie celem PCO, który najwyraźniej nigdy nie był w stanie go powstrzymać. 31 sierpnia na odcinku Impact!, kiedy PCO ponownie ścigał Raya, ten ostatni próbował się wytłumaczyć, mówiąc, że zależy mu na PCO i że podpalenie go miało zabić „potwora” i sprowadzić „człowieka” Carla Ouelleta. Później Impact ogłosił na swojej stronie internetowej, że Ray i PCO zmierzą się na Victory Road w Anything Goes matchu.

## Wyniki walk
| Nr | Wyniki | Stypulacje                                                    | Czas  |
| --- | --- | ------------------------------------------------------------- | ----- |
| 1D | Jake Something, Rich Swann i Sami Callihan pokonali Dirty Dango i The Design (Deanera i Kona) poprzez pinfall                          | Six-man tag team match                                        | 4:48  |
| 2P | Alan Angels pokonał Guido Maritato poprzez pinfall                                                                                     | Singles match                                                 | 5:26  |
| 3P | ABC (Ace Austin i Chris Bey) pokonał Moose’a i Briana Myersa poprzez pinfall                                                           | Tag team match                                                | 8:49  |
| 4 | Lio Rush (c) pokonał Kushidę poprzez pinfall                                                                                           | Singles match o Impact X Division Championship                | 10:09 |
| 5 | MK Ultra (Killer Kelly i Masha Slamovich) (c) pokonały The SHAWntourage (Gisele Shaw i Savannah Evans) (z Jai Vidalem) poprzez pinfall | Tag team match o Impact Knockouts World Tag Team Championship | 8:12  |
| 6 | Crazzy Steve pokonał Blacka Taurusa poprzez pinfall                                                                                    | Singles match                                                 | 9:04  |
| 7 | Tommy Dreamer pokonał Kenny’ego Kinga (c) (z Sheldonem Jeanem) poprzez pinfall                                                         | Title vs. Career match o Impact Digital Media Championship    | 12:14 |
| 8 | Jordynne Grace pokonała Deonnę Purrazzo poprzez pinfall                                                                                | Singles match                                                 | 11:48 |
| 9 | PCO pokonał Bully’ego Raya poprzez pinfall                                                                                             | Anything Goes match                                           | 9:46  |
| 10 | The Rascalz (Trey Miguel i Zachary Wentz) (c) pokonali The Motor City Machine Guns (Alexa Shelleya i Chrisa Sabina) poprzez pinfall    | Tag team match o Impact World Tag Team Championship           | 13:51 |
| 11 | Trinity (c) pokonała Alishę Edwards poprzez pinfall                                                                                    | Singles match o Impact Knockouts World Championship           | 8:58  |
| 12 | Josh Alexander pokonał Steve’a Maclina poprzez pinfall                                                                                 | Singles match                                                 | 18:45 |
| (c) – mistrz/mistrzyni przed walkąD – walka była dark matchem (nietransmitowana w TV)P – walka miała miejsce w pre-show | |                                                               |       |